# François Louis Dubois
Pour les articles homonymes, voir Dubois.
François Louis Esprit Dubois est, né le 22 avril 1758 à Landau et mort à une date inconnue à Colmar, un homme politique français.

## Biographie
Il est souvent confondu avec Louis Nicolas Dubois préfet de police.

### Carrière d'avocat
Il esr avocat à Colmar, avant la Révolution.

### Carrière politique
Il est élu député à la Convention par le département du Haut-Rhin. Il siège parmi les modérés. Lors du Procès de Louis XVI, il affirma contre Louis Antoine Léon de Saint-Just : " Je ne suis pas juge, Ce caractère n'appartient à aucun de nous... Je vois dans Louis et sa famille un moyen de repousser les maux de la guerre. Vous vous l'ôtez en prononçant un arrêt de mort. Je vote pour la réclusion jusqu'à la paix". Il remplit des missions aux armées du Nord et de Sambre-et-Meuse. Élu au Conseil des Cinq-Cents, il fut envoyé le 17 messidor an VI dans les iles Ioniennes comme commissaire pour les organiser en départements[réf. souhaitée]. 

### Commissaire de police à Lyon
Napoléon Bonaparte en fit un commissaire général de police à Lyon.
A Lyon, il est le véritable organisateur de la police lyonnaise en s'appuyant sur les habitudes de l'ancien régime tout en apportant des innovations. Son action efficace lui vaut d'être promu chevalier de la légion d'honneur en 1804.
A son poste, il a des difficultés avec le maire Fay de Sathonay, long conflit qui aboutit en 1809 à son départ. 

### Directeur général de la police de Toscane
Il est alors nommé directeur général de la police de Toscane, alors intégrée dans l'Empire napoléonien et divisé en trois départements, l'Arno, la Méditerranée et l'Ombrone.